# Drosanthemum oculatum
Drosanthemum oculatum är en isörtsväxtart som beskrevs av L. Bol. Drosanthemum oculatum ingår i släktet Drosanthemum och familjen isörtsväxter. Inga underarter finns listade i Catalogue of Life.